# Bisi Bele Bath

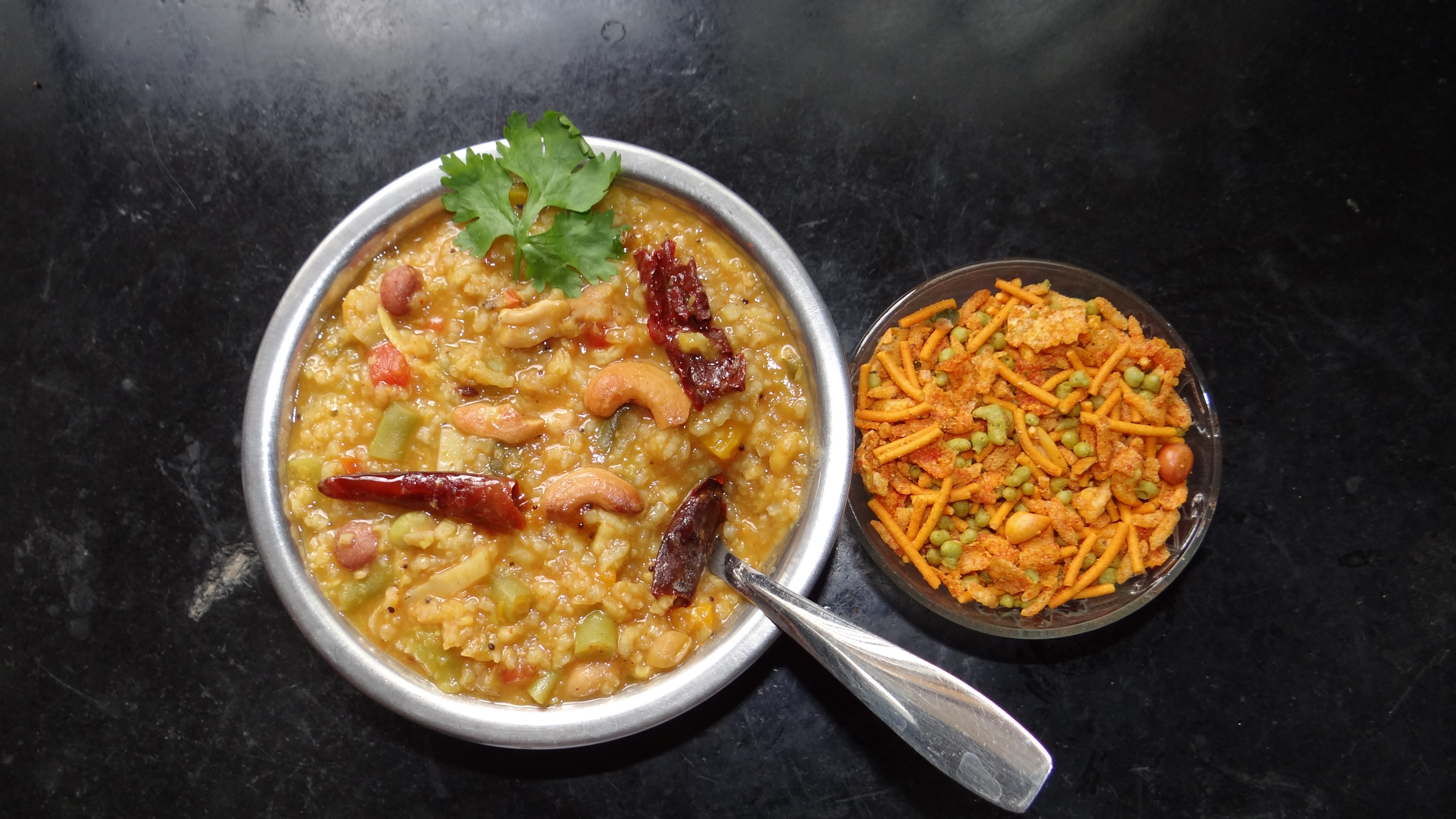
Bisi Bele Bath serviert mit einer frittierten Mischung aus Sev, Boondi und Erdnüssen

Bisi Bele Bath (Kannada ಬಿಸಿಬೇಳೆ ಭಾತ್) oder Bisi Bele Hulianna ist ein Gericht der Udupi Cuisine, das seinen Ursprung in dem südindischen Bundesstaat Karnataka hat. Der Name Bisi Bele Bath bedeutet aus dem Kannada übersetzt so viel wie „heißer Linsen-Reis“. Folgerichtig handelt es sich bei den Hauptzutaten auch um Reis und Hülsenfrüchte, genauer genommen Straucherbsen (Toovar Dal).

## Eigenschaften
Charakteristisch für das Gericht ist die breiige Konsistenz, welche körnigem Porridge ähnelt sowie die Gewürzmischung, die sich in variierender Zusammensetzung unter anderem durch die Verwendung warmer Gewürze wie Koriander, Zimt, Nelken, Chilis und Asant auszeichnet. Außerdem verleiht Tamarinde dem Gericht eine leicht süß-säuerliche Note. Bisi Bele Bath wird traditionell heiß als Frühstück serviert und zuweilen auch mit Chutney und frittierten Snacks gereicht.

## Zubereitung
Für die  Zubereitung von Bisi Bele Bath werden laut dem indischen Fernsehkoch Sanjeev Kapoor Reis, Straucherbsen, Tamarinde, Zwiebeln, grüne Chilis, Curryblätter, Kurkuma, Tomaten, Asant, Chilipulver, Speisesalz, Senfsamen, getrocknete rote Chilis, Ghee und Cashewkerne sowie ein sogenanntes Hulianna Masala, eine spezielle Gewürzmischung benötigt. Die Gewürzmischung besteht seiner Empfehlung nach aus gespaltenen braunen Kichererbsen, gespaltenen schwarzen Urdbohnen, grünem Kardamom, Gewürznelken, Zimt, Bockshornkleesamen, Kreuzkümmel und getrockneten roten Chilis. All die für das Masala benötigten Zutaten werden geröstet und anschließend zu einem groben Pulver zermahlen. Reis, Straucherbsen, Tomaten, grüne Chilis und Zwiebeln sowie ggf. zusätzliches Gemüse wie Bohnen, Kartoffeln oder rote Beeten, werden nach Kapoors Rezept zusammen mit den Gewürzen und Tamarindenextrakt  gekocht und anschließend mit gerösteten Senfsamen, Cashewkernen und Ghee verfeinert.

## Name
Das Wort bisi in dem Namen Bisi Bele Bath bedeutet aus dem Kannada übersetzt heiß, bele sind die Linsen und bath bezeichnet im Allgemeinen ein Reisgericht. In der ebenfalls gebräuchlichen Bezeichnung Bisi Bele Hulianna besteht das Wort Hulianna aus huli, was sauer oder auch Tamarinde  bedeutet und anna, gekochter Reis. Der Name ist also eine Beschreibung des Gerichts, welches demnach ein heißer Linsen-Reis auf Tamarindenbasis sei.